# 제19원정지원사령부
제19원정지원사령부(영어: 19th Sustainment Command (Expeditionary) (19th ESC))는 주한 미군 육군의 전투지원부대이다. 표어는 "Mission Flexibility→유연한 임무".

## 역사
1966년 1월 1일, 제19종합지원사령부로 창설되었다.
1969년 11월 5일, 제8군 지원사령부와 "제8군 창(Depot)사령부/제8군 후방 본부"(EADC/EAR)를 통합하여  중복되는 임무를 하나로 정리하는 기획이 구상되기 시작하였다. 통합 정리 기획이 구체화되어, 1970년 3월 11일에 한국 지원사령부(KORSCOM)가 대구에서 창설되었다. 제19종합지원사령부는 예하 사령부가 되었다.
1970년 4월 1일, USAG 용산 사령부로 대체되어 용산기지에서 해산했던 제19종합지원단이 한달만에 캠프 헨리의 대구 지역사령부를 대체하여 대구에서 재활성화되었다. 이듬해 1971년 5월 4일에 제19지원단으로 개편되었다.
1973년, 통합적인 군수 기능이 제8군 G4로 넘겨지면서 KORSCOM이 사라졌다. 제8군의 직할부대가 되었다.
1974년 11월 15일에 제23지원단을 예하부대로 편성하고 제19지원여단으로 개편되었다. 12월 19일에 고유 부대 휘장, 이듬해 1975년 8월 21일에 어깨 소매 휘장을 수여받았다. 고유 부대 휘장은 본디 제19종합지원단에 수여되었던 것이다.
1977년 2월에 임시사령부화되어 9월 20일에 제19지원사령부로 개편하였다. 행정자동화 도입에 따라 예하조직인 제1재무반이 해산하고, 재고관리소가 물자관리소로 대체되었다.
1986년 4월 7일, 용산 기지에서 "제501군단지원단"이 소집되었다. 옛 제501야전창으로 주태 미국 육군 지원대의 1966년부터 1967까지의 예하부대였다. 1991년 1월 28일에 캠프 레드 클라우드로 이동하였다.
1994년 1월 14일, 대구직할시의 캠프 헨리로 사령부 본부를 옮기고 제19전구군지역사령부로 개편하였다.
1995년 6월 12일, 제501지원단 (군단)의 제1지역 기지 작전 지원 임무가 분리되어 새로 창설된 제1서부지역(Area 1 West) 사령부에 이관되었다. 일에 캠프 페이지를 추가관할지로 지정하면서 본거지로 두고, 제1지역지원처(Area I Support Activity)로 개편되었다.제1서부지역의 본부중대는 11월 1일에 편성하였다.
2000년 6월 16일, 제19전구지원사령부로 개편되었다.
2000년 10월 17일, 제6지원소가 제55물자관리소로 합쳐졌다.
2004년 9월 9일, 제2지역의 기지 운영과 지원을 맡던 제34지역지원단이 해산하였다. 제2지역지원처가 임무를 인수하였고, 훗날 USAG 용산 사령부가 되었다.
2005년 12월 16일, 제19원정지원사령부로 개편되었다. 이는 가장 먼저 원정사령부로 개편된 사례이다.
2006년 6월, 제20, 23지역지원단이 임무를 주둔하고 있던 지역지원처에 이관하고 해체되었다. 제3지역지원처는 나중에 USAG 험프리스 사령부가 되었다. 7월, 제8군사경찰여단이 하와이주의 스코필드 막사로 이전하고, 캠프 험프리스에 주둔하던 제94헌병대대는 그대로 남아 제19원정지원사령부에 예속되었다. 10월 13일, 제501군단지원단이 경상북도 칠곡군의 캠프 캐럴로 건너가 전투지원부대인 제501지원여단으로 개편되었다. 제19원정지원사령부 예하의 제194, 227정비대대가 501지원여단으로 넘어가서 전투유지지원대대로 개편되었다.
2015년 7월 10일, 제501지원여단이 제2보병사단의 사단 지원여단으로 재편성되고, 제94헌병대대의 배속이 여단에서 제19원정지원사령부로 변경되었다.

## 예하 조직

### 현재
- 주한 물자지원사령부(MSC-K) - 캠프 캐럴
- 제94군사경찰대대 (94th MP BN) - 캠프 험프리스
  - 제55군사경찰중대 - 캠프 케이시
  - 제142군사경찰중대 - 용산, 캠프 험프리스
  - 제557군사경찰중대 - 캠프 험프리스
  - 제188군사경찰중대 - 캠프 워커

파트너
- 국방군수국 태평양 지부
- 제2보병사단 지원여단
- 제658지역지원단 (제9임무지원사령부)
- 제837수송대대 (제599수송여단)
- 제403육군야전지원여단 (육군지원사령부)
- 제411계약지원여단 (육군계약사령부)
- 제2502디지털연락분견대 (제8군)

### 과거
- 제501지원여단; 1986년 4월 7일 ~ 2015년 7월 10일에 제2보병사단 지원여단이 됨.
- 제2병참단 (연료); 1984년 9월 16일 ~ (불명), 해체.
- 제20지원단; 1965년 11월 20일, 창설 ~ 2006년 6월 15일, 해체.
- 제23지원단; 1965년 11월 24일, 창설 ~ 2006년 6월 15일, 해체.
- 제34지원단; 1984년 9월 17일 ~ 2004년 9월 9일, 해체.
- 제49병참단, 248병참파견대 (연료 연락대) - 캠프 헨리; 2004년 ~ 2005년
- 제6병기대대; 1971년 5월 4일 ~ 1978년, 1984년 ~ 2006년 6월 15일, MSC-K에 예속됨.
- 제69수송대대; 1978년 11월 15일 ~ 1992년 2월 6일[10]
- 제83병기대대; (불명) ~ 2006년에 제10지역지원단으로 전속하여 캠프 구레의 아키즈키 탄약창으로 전환.[11]
  - 제55병기중대
  - 제609병기중대
  - 제696병기중대
- 제194정비대대; (불명) ~ 2006년 10월 13일, 제501지원여단에 예속되고 제194전투유지지원대대로 개편됨.
  - 제30병기중대
  - 제45수송중대 (항공기) (종합 지원)
  - 제348보급근무중대
  - 제520정비중대 (후방) (종합 지원)
- 제227정비대대; (불명) ~ 2006년 10월 13일, 제194정비대대와 같음. 제498전투유지지원대대로 개편됨.
  - 제61정비중대
  - 제305보급지원중대
  - 제595정비중대
- 제6지원소 (물자 관리); 1977년 ~ 2000년 10월 17일, 제55물자관리소와 병합.
- 제55물자관리원; (불명) ~ 2000년 10월 17일, 제6지원소와 병합.
- 한국 탄약관리체계(KAMS); 1978년 12월 15일 ~ 1984년 9월 16일, 제6병기대대로 대채됨.
- 한국 유류분배체계(PDSK); ? ~ 1984년 9월 16일, 제2병참단으로 대채됨.
- 자동관리정보원; (불명)
- 재고관리원; (불명) ~ 1977년 2월, 사령부화 및 행정 자동화에 따른 해산.
- 제1재무반(1st Financial Section); (불명) ~ 1977년 2월, 위와 같음.
- 주한 무기지원분견대(WSD-K)(제4미사일사령부 지원); (불명) ~ 1990년 9월, 해체

아래의 조직은 2007년에 시설관리사령부 한국 지역대(IMCOM-K)로 예속되었거나, 그전에 해산하였다.
- 제1지역지원처; 1995년 6월 12일 ~ 2007년, USAG 레드 클라우드 사령부
- 제2지역지원처; 2004년 9월 4일 ~ 2007년, 옛 ""용산 지구/서울 지역사령부"", USAG 용산 사령부
- 제3지역지원처; 1996년 6월 17일 ~ 2007년, 옛 "험프리스 지구사령부"이자 현재의 USAG 험프리스 사령부
- USAG 페이지; 1996년 6월 13일 ~ 2005년 4월 1일, 폐쇄
- USAG 대구; 1950년 ~ 2007년, 옛 "대구 지역사령부"
- USAG 부산; 1950년 7월 4일 ~ 1984년 9월 16일, 옛 "부산 기지사령부", "부산 지역사령부"

## 기록

### 소속
1. 제8전구지원사령부, 1966년 1월 1일
2. 한국 지원사령부(KORSCOM), 1970년 3월 11일
3. 제8군, 1973년

### 계보
- 1966년 1월 1일 - 19th General Support Command
→제19종합지원사령부
- 1971년 5월 4일 - 19th Support Group
→제19지원단
- 1974년 11월 15일 - 19th Support Brigade (Provisional)
→제19지원여단 (임시)
- 1977년 9월 20일 - 19th Support Command
→제19지원사령부
- 1994년 1월 14일 - 19th Theater Army Area Support Command
→제19전구군지역사령부
- 2000년 6월 16일 - 19th Theater Support Command (Provisional)
→제19전구지원사령부 (임시)
- 2005년 12월 16일 - Headquaters and Headquaters Company, 19th Sustainment Command (Expeditionary)
→제19원정지원사령부, 본부 및 본부중대

## 같이 보기
시대별 한국 전구 지원사령부
- KCOMZ, 한국 전쟁과 휴전 초기.
- 제7군수사령부, 냉전 초기
- 제8군 지원사령부, KORSCOM 이전.
- 한국 지원사령부(KORSCOM)

## 참고
1. ↑  EUSA 1969, 7쪽.
2. ↑  EUSA 1969, 17쪽.
3. ↑  EUSA 1970, 1쪽.
4. ↑  EUSA 1970, 7쪽.
5. ↑  “19 Sustainment Command” (영어). The Institute of Heraldry. 2017년 1월 9일에 원본 문서에서 보존된 문서. 2017년 1월 9일에 확인함.
6. ↑  “Area I Support Activity”. 《globalsecurity.org》 (영어). 2016년 12월 29일에 확인함.
7. ↑  “34th Support Group officially folds itself into Area II Support Activity”. 《stripes.com》 (영어) (스타스 앤 스트립스 한국 지부). 2004년 9월 4일. 2016년 12월 30일에 원본 문서에서 보존된 문서. 2016년 12월 26일에 확인함.
8. ↑  “8th Theater Sustainment Command Full Operational Capability” (영어). 8th TSC PAO. 2009년 5월 20일. 2016년 12월 6일에 확인함.
9. ↑  김성걸 (2006년 2월 14일). “주한미군 ‘신속 기동군’ 개편 마무리 단계”. 한겨레. 2012년 4월 18일에 확인함.
10. ↑  “69th Transportation Battalion” (PDF). 미국 육군 수송대: 4. 2016년 12월 24일에 원본 문서 (PDF)에서 보존된 문서. 2016년 12월 29일에 확인함.
11. ↑  Chip Steitz (2013년 6월 29일). “After Serving 66 Years 83rd Ordnance Battalion Cases Its Colors”. 오키나와 현, 도리이 스테이션: 제10지역지원단 공모부. 2017년 2월 2일에 원본 문서에서 보존된 문서. 2017년 1월 20일에 확인함.

- “EUSA Chronology July 1 - 30 December 1969” (PDF) (영어). 2016년 9월 13일에 원본 문서 (PDF)에서 보존된 문서. 2023년 6월 3일에 확인함.
- “EUSA Chronology January 1 - 30 December 1970” (PDF) (영어). 2016년 9월 13일에 원본 문서 (PDF)에서 보존된 문서. 2023년 6월 3일에 확인함.
- “19th Support Command : Annual historical review fiscal year 83” (PDF) (영어). 2017년 1월 9일에 확인함.
- “19th Support Command : Annual historical review fiscal year 84” (PDF) (영어). 2017년 1월 10일에 원본 문서 (PDF)에서 보존된 문서. 2017년 1월 9일에 확인함.
- “19th Expeditionary Sustainment Command”. 《globalsecurity.org》 (영어). 2023년 6월 3일에 확인함.